# پرکامبرین
| زمان‌بندی زمین‌شناسی    |                          |                         |                         |
| پیدازیوی (فانروزوئیک) | نوزیوی (سنوزوئیک)        | کواترنری                |                         |
| پیدازیوی (فانروزوئیک) | نوزیوی (سنوزوئیک)        | نئوژن                   |                         |
| پیدازیوی (فانروزوئیک) | نوزیوی (سنوزوئیک)        | پالئوژن                 |                         |
| پیدازیوی (فانروزوئیک) | میانه‌زیوی (مزوزوئیک)     | کرتاسه                  |                         |
| پیدازیوی (فانروزوئیک) | میانه‌زیوی (مزوزوئیک)     | ژوراسیک                 |                         |
| پیدازیوی (فانروزوئیک) | میانه‌زیوی (مزوزوئیک)     | تریاس                   |                         |
| پیدازیوی (فانروزوئیک) | دیرینه‌ زیوی (پالئوزوئیک) | پرمین                   |                         |
| پیدازیوی (فانروزوئیک) | دیرینه‌ زیوی (پالئوزوئیک) | کربونیفر                |                         |
| پیدازیوی (فانروزوئیک) | دیرینه‌ زیوی (پالئوزوئیک) | دوونین                  |                         |
| پیدازیوی (فانروزوئیک) | دیرینه‌ زیوی (پالئوزوئیک) | سیلورین                 |                         |
| پیدازیوی (فانروزوئیک) | دیرینه‌ زیوی (پالئوزوئیک) | اردویسین                |                         |
| پیدازیوی (فانروزوئیک) | دیرینه‌ زیوی (پالئوزوئیک) | کامبرین                 |                         |
| نهان‌زیوی (پرکامبرین)  | پیشین‌زیوی (پروتروزوئیک)  | پیشین‌زیوی (پروتروزوئیک) | پیشین‌زیوی (پروتروزوئیک) |
| نهان‌زیوی (پرکامبرین)  | نخست‌زیوی (آرکئن)         |                         |                         |
| نهان‌زیوی (پرکامبرین)  | پیشازیوی (هادئن)         |                         |                         |

پرکامبریَن (به انگلیسی: Precambrian)نهان زیستی پریکامبریَن نیز نامیده می‌شود، نامی است که به بازهٔ بزرگی از زمان در تاریخ زمین داده شده که پیش از ابردوران حاضر یعنی پیدازیستی بوده‌است.
پرِکامبریَن یک بزرگ‌اَبَردوران Supereon به‌شمار می‌آید. این بزرگ‌ابردوران، خود به چند ابردوران تقسیم شده‌است.
حد زیرین پرِکامبریَن در حقیقت هم‌زمان با پیدایش زمین در حدود ۴٫۶ میلیارد سال پیش است. با توجه به اینکه هیچ‌گونه اطلاعی از ۷۰۰ میلیون سال اولیهٔ آن وجود ندارد، شاید بتوان این مدت را زمان قبل از زمین‌شناسی در نظر گرفت. به‌طور کلی پرِکامبریَن با قدیمی‌ترین سنگ‌های تعیین‌سن‌شدهٔ زمین در غرب گرینلند، یعنی تقریباً ۳٫۸ میلیارد سال پیش، شروع می‌شود. حد بالاییِ پرِکامبریَن را معمولاً با ظهور اولین جنس از تریلوبیت‌های مربوط به قاعدهٔ کامبریَن مشخص می‌کنند. در واقع، ظهور این تریلوبیت‌ها می‌تواند نشانهٔ پایان پرِکامبریَن باشد.
پرِکامبریَن را پیش‌تر، در قیاس با اصطلاح پیدازیستی، نهان‌زیستی Cryptozoic  نیز می‌نامیدند.

## شناخت پرکامبرین
رخنمونهای سنگ‌های پرکامبرین در قاره‌ها، نادر و کمیاب است. علت کمیابی این سنگ‌ها پوشیده شدن آن‌ها توسط لایه‌های جوانتر است. در چنین مناطقی بیرون زدگی این زمین‌ها در هستهٔ کوه‌های به شدت فرسایش یافته و قعر دره‌های عمیق قابل مشاهده است. در واقع این سنگ‌ها در مناطق وسیعی که به آن سپر می‌گویند گسترش یافته‌اند. سپرها از نظر زمین‌شناسی پیچیده و درهم هستند و عمدتاً از سنگ‌های دگرگونی و تغییر شکل یافته‌ای تشکیل شده‌اند. نیمرخ آن‌ها تحدب ملایمی داشته و در مقطع شبیه به سپر جنگجویان است. پرکامبرین ناشناخته‌ترین گستره از تاریخ زمین است، در نتیجه، تقسیم‌بندی آن به واحدهای زمانی متعدد، مشکل است.

## دلایل ناشناخته ماندن پرکامبرین
| بزرگ‌ابردوران          | ابردوران                 | دوران                                | سال‌ها (به میلیون) |
| --------------------- | ------------------------ | ------------------------------------ | ----------------- |
| نهان‌زیستی (پرکامبرین) | پیشین‌زیستی (پروتزوزوئیک) | پیشین‌زیستی نو (نئوپروتروزوئیک)       | ۱۰۰۰ - ۵۴۱        |
| نهان‌زیستی (پرکامبرین) | پیشین‌زیستی (پروتزوزوئیک) | پیشین‌زیستی میانه (مزوپروتروزوئیک)    | ۱۶۰۰ - ۱۰۰۰       |
| نهان‌زیستی (پرکامبرین) | پیشین‌زیستی (پروتزوزوئیک) | پیشین‌زیستی دیرینه (پالئوپروتروزوئیک) | ۲۵۰۰ - ۱۶۰۰       |
| نهان‌زیستی (پرکامبرین) | نخست‌زیستی (آرکئن)        | نخست‌زیستی نو (نئوآرکئن)              | ۲۸۰۰ - ۲۵۰۰       |
| نهان‌زیستی (پرکامبرین) | نخست‌زیستی (آرکئن)        | نخست‌زیستی میانه (مزوآرکئن)           | ۳۲۰۰ - ۲۸۰۰       |
| نهان‌زیستی (پرکامبرین) | نخست‌زیستی (آرکئن)        | نخست‌زیستی دیرینه (پالئوآرکئن)        | ۳۶۰۰ - ۳۲۰۰       |
| نهان‌زیستی (پرکامبرین) | نخست‌زیستی (آرکئن)        | سپیده‌دم نخست‌زیستی (ائوآرکئن)         | ۴۰۰۰ - ۳۶۰۰       |
| نهان‌زیستی (پرکامبرین) | پیشازیستی (هادئن)        | پیشازیستی (هادئن)                    | ~۴۶۰۰ - ۴۰۰۰      |

پرکامبرین شامل رخدادهای پراکنده‌ای است، که این رخدادها به دلیل گذشت زمان دارای جزئیات و آثار کمی هستند. دلیلی که بر این حقیقت وجود دارد، این است که سپرها و دیگر بیرون زدگی‌های پرکامبرین از سنگ‌های دگرگون شده و پیچیده‌ای تشکیل شده‌است که در بسیاری موارد توسط توده‌های بزرگ آذرین قطع شده‌اند. برخی از این سنگ‌ها چندین بار چین خورده، گسل یافته و بارها مورد نفوذ توده‌های آذرین قرار گرفته و دگرگون شده‌اند. عامل دیگری که مطالعهٔ تاریخ پرکامبرین را پیچیده می‌سازد، کمبود فسیل‌ها و سنگواره‌ها است. شواهد سنگواره‌ای و فسیلی فراوانی تا قبل از دوران پالئوزوئیک در تاریخچه زمین‌شناسی ثبت نشده‌است. در زمان پرکامبرین حیات وجود داشته‌است، اما اشکال حیاتی، ساده و از نظر بدنی نرم و قابل انعطاف بوده‌اند. به همین دلیل تاریخچهٔ فسیلی پرکامبرین ناقص است و تاریخچهٔ کاملی ندارد.

## سنگواره‌های پرکامبرین
سنگواره‌ها و فسیل‌های پرکامبرین چندان شناخته شده نبوده و فراوان نیستند؛ ولی گاهی فسیل‌هایی با سن پرکامبرین یافت می‌شود. احتمالاً عادی‌ترین سنگواره‌های پرکامبرین، ستون‌ها یا برجستگی‌های کاملاً لایه لایه از جنس کربنات کلسیم است. این ساختمان‌ها که استروماتولیت Stromatolite نام دارد، بقایای موجودات حقیقی نبوده، بلکه مواردی هستند که توسط جلبک‌ها رسوب کرده‌اند. اگرچه استروماتولیت‌ها غالباً ساختمان‌های نسبتاً بزرگی دارند، ولی اکثر سنگواره‌های دیگر پرکامبرین در حد میکروسکوپی و کوچک هستند. در آفریقای جنوبی سنگ‌های پرکامبرین قدیمی، با سن بیش از ۳٫۱ میلیارد سال، پیدا شده‌است که شامل باکتری‌ها و جلبک‌های سبز - آبی هستند. محتوای فسیلی پرکامبرین به دلیل اینکه موجودات این دوران دارای بدنی نرم و قابل انعطاف بودند، بسیار کم و محدود است.

## زمین‌های پرکامبرین
به عقیدهٔ بعضی از زمین شناسان در پرکامبرین یک خشکی واحد به نام پانگه‌آ وجود داشته‌است. گاهی این خشکی تقسیم شده و تشکیل دو خشکی گندوانا و لوراسیا را داده‌است. بین این دو خشکی را اقیانوس واحدی اشغال کرده بود. زمین‌های این دوره به دو شکل دیده می‌شوند. •  سپرها یا زمین‌های ثابت:
سپرها زمین‌هایی هستند که تا کنون کمتر توسط رسوبات پوشیده شده و کمتر تحت عمل فرسایش و چین خوردگی قرار گرفته‌اند. مهم‌ترین سپرهای دنیا عبارتند از سپر آفریقا، سپر برزیل، آمریکای جنوبی، سپرهند، ایتالیا، کانادا، چین و سیبری. •  فلات قاره‌ها:
این زمین‌ها در قسمت‌های چین خورده یا دره‌های مرتفع قرار گرفته‌اند. این زمین‌ها در اغلب زمان‌های زمین‌شناسی در زیر دریاها قرار داشته و توسط رسوبات پوشیده شده و تحت عمل چین خوردگی نیز قرار گرفته‌اند.

## سنگ‌های پرکامبرین
تعیین سن سنگ‌های پرکامبرین بر اساس روش‌های رادیومتریک صورت گرفته‌است. به‌طور کلی سنگ‌های مربوط به این دوره به دو دسته تقسیم می‌شوند. •  سنگ‌هایی با درجهٔ دگرگونی بالا یا گرانولیت: این سنگ‌ها قدیمی‌ترین سنگ‌های شناخته شده‌اند. •  سنگ‌های آذرین و رسوبی تخریبی اغلب دگرگون شده: این سنگ‌ها جوانتر از سنگ‌های قبلی بوده و بر روی آن‌ها قرار می‌گیرند. این سنگ‌ها به علت داشتن کلریت سبز رنگ بوده و به مجموعهٔ سنگ‌های سبز رنگ مشهور هستند.

## آب و هوا
به علت کمبود اطلاعات فسیلی از پرکامبرین نمی‌توان به خوبی در مورد آب و هوای این دوره اظهار نظر کرد. شواهد آب و هوایی اندک موجود در پرکامبرین بسیار متناقض است. چون از یک طرف فراوانی کربنات‌ها از قبیل دولومیت و ساختمان جلبکی احتمالاً معرف آب و هوای گرم است و از طرف دیگر وجود تیلیت‌ها در روی اکثر سپرها حاکی از یک زمان یخبندان عمومی است. به‌طور کلی از روی تمامی شواهد موجود می‌توان نتیجه گرفت که پرکامبرین دارای آب و هوای گرم و مرطوب با اتمسفر غنی از بخار آب بوده‌است. به‌طوری که بخارات آب در ارتفاعات، باعث تشکیل و گسترش یخچال‌ها شده‌اند. رسوبات ماسه سنگی و شیل‌هایی که از این زمان باقی‌مانده‌اند، نشان‌دهندهٔ وجود عوامل فرسایشی است که بر سطح زمین حکمفرما بوده‌است.

## مشخصات دیرین‌گیتاشناسی پرکامبرین
به‌طور کلی پوستهٔ زمین در پرکامبرین طی سه مرحله یا فاز انجام گرفته‌است که عبارتند از:
مرحله پرموبیل (Permobile phase) (آرکئن)
در این مرحله که حدود ۳٫۴ میلیارد سال پیش به پایان می‌رسد، پوستهٔ زمین مشابه قشر کرهٔ ماه از گابرو غنی بوده و اولین اقیانوس‌ها در آن‌ها تشکیل گردیده‌است. ضمناً در این مرحله درجه حرارت پایین آمده و کمتر از ۳۷۴ درجه سانتیگراد گردیده‌است. سپس به‌طور ناگهانی فرسایش، رسوبگذاری، فرونشینی و دگرگونی ایجاد شده و در نهایت سنگ‌های گرانیتی تشکیل شده‌است. در این مرحله با اینکه پوسته مقاوم تر گردیده ولی هنوز نمی‌توانسته وزن تشکیلات رسوبی ضخیم‌تر از ۷ کیلومتر را تحمل نماید.
مرحله گذار پیشین‌زیستی زیرین
در پروتروزوئیک زیرین، پوستهٔ گرانیتی برای اولین بار به صفحه‌ها و پلیت‌های باثبات و کمربندهای پرتحرک تقسیم می‌شود. پلیت‌های با ثبات از رسوبات اولیه پوشیده شده‌است. کمربندهای پرتحرک متعددی نیز به وسعت صدها کیلومتر گسترده شده‌اند. از لابلای شکستگی‌ها و خرد شدگی‌های کمربندها، مواد نفوذی باریک خارج شده و در سطح زمین گسترده شده‌است. در واقع در این مرحله پلیت‌ها و کمربندها مجموعاً سطح زمین را پوشانده بوده و حاشیه این پلیت‌ها و کمربندها صخره‌های زیرآبی و شکاف‌های زیر دریایی را ایجاد نموده‌است.
مرحله زمین‌ساختی (پیشین‌زیستی بالایی)
در این فاز دو قارهٔ آفریقا و قارهٔ آمریکای جنوبی تشکیل شده و طبق مطالعات مغناطیس دیرینه، این دو قاره تا کرتاسه یکی بوده‌اند. در این زمان دریاهای کم عمق و کنار خشکی (Epicontinental) گسترش یافته و محیطی مطلوب برای رشد و توسعه استرماتولیتها ایجاد گردیده‌است.